# Hetmanice
Hetmanice (prononciation : [xɛtmaˈnit͡sɛ]) est un village polonais de la gmina de Wschowa dans le powiat de Wschowa de la voïvodie de Lubusz dans l'ouest de la Pologne.
Le village comptait approximativement une population de 227 habitants en 2009.

## Histoire
Le nom allemand du village était Kaltvorwerk.
Après la Seconde Guerre mondiale, avec les conséquences de la Conférence de Potsdam et la mise en œuvre de la ligne Oder-Neisse, le village est intégré à la République populaire de Pologne. La population d'origine allemande est expulsée et remplacée par des polonais.
De 1975 à 1998, le village appartenait administrativement à la voïvodie de Leszno.

Depuis 1999, il appartient administrativement à la voïvodie de Lubusz